# Matilda (Musical)

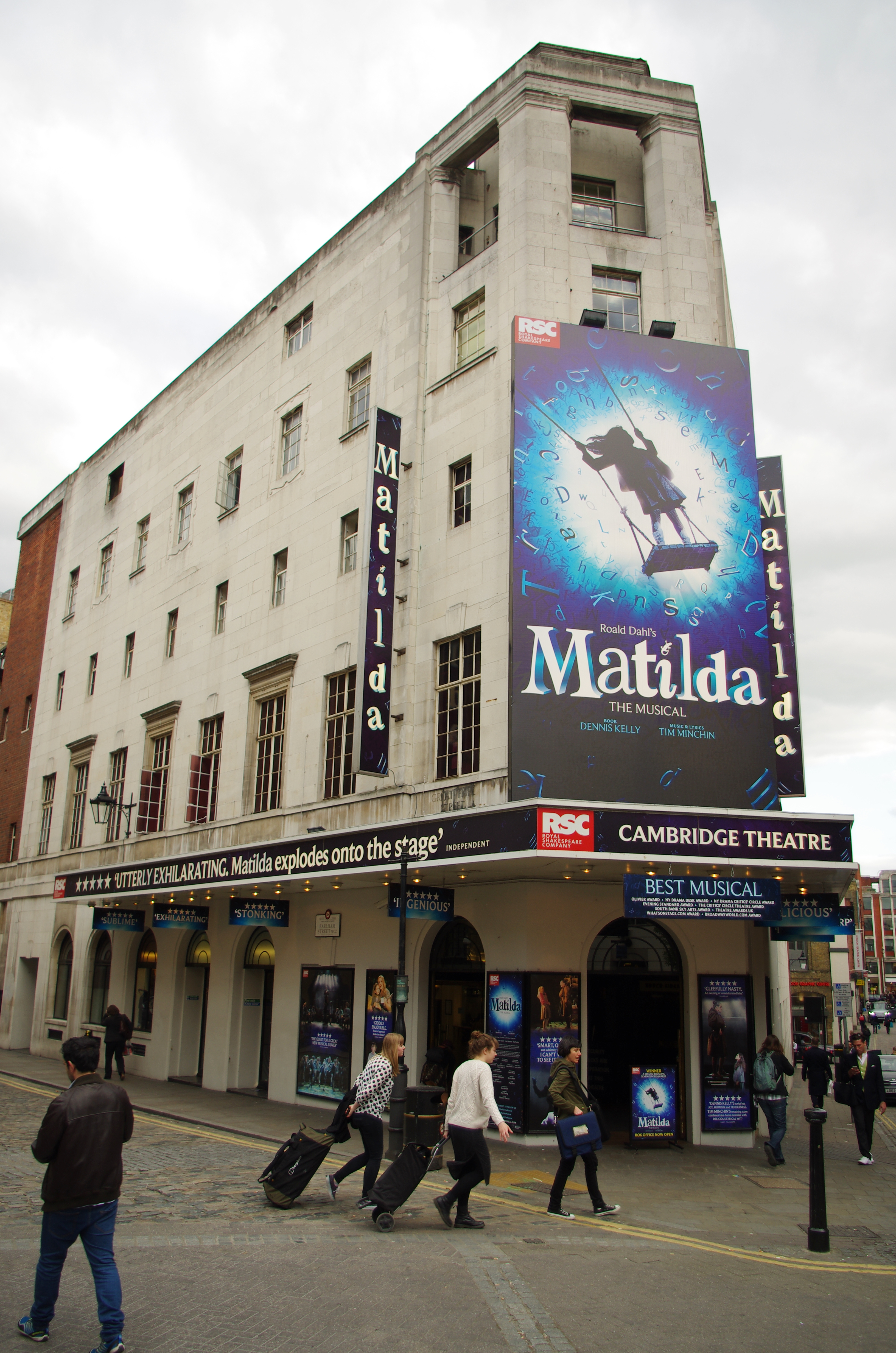
Ankündigung des Musicals am Cambridge Theatre in Londons West End, 2014

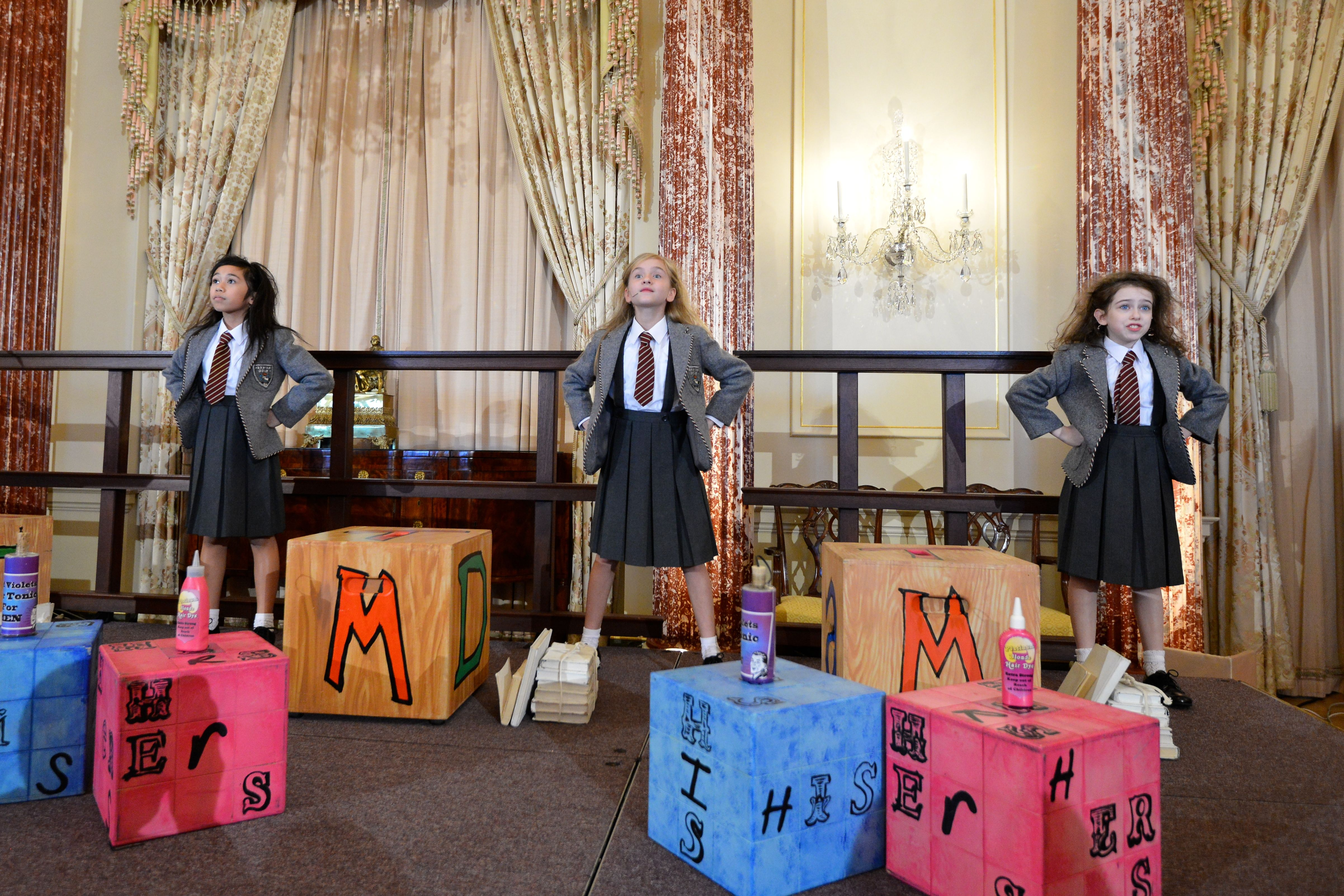
Die Matilda-Darstellerinnen der Aufführungen am Broadway, 2015

Matilda ist ein Musical in zwei Akten, das auf dem Kinderroman Matilda von Roald Dahl basiert. Die Musik schrieb Tim Minchin, das Buch Dennis Kelly. Die Choreografie entwickelte Peter Darling. Das Musical wurde im Dezember 2010 von der Royal Shakespeare Company in Stratford-upon-Avon uraufgeführt. Seit Oktober 2011 wird es im Cambridge Theatre in London gezeigt. Die Produktion wurde mit zahlreichen Preisen ausgezeichnet, darunter sieben Laurence Olivier Awards, wofür sie ins Guinness-Buch der Rekorde eingetragen wurde. Von April 2013 bis Januar 2017 wurde Matilda am Broadway aufgeführt; die Inszenierung gewann vier Tony Awards. Die Verfilmung Roald Dahls Matilda – Das Musical kam 2022 ins Kino.

## Handlung
1. Akt
Die fünfjährige Matilda Wormwood ist ein außergewöhnlich begabtes Kind. Ihre Familie vernachlässigt sie, sodass sie ihre Zeit mit Lesen und gelegentlichen Streichen als Rache für die schlechte Behandlung verbringt. Als sie in die Schule kommt, bemerkt ihre Klassenlehrerin Miss Honey sofort ihre überragende Intelligenz. Sie möchte Matilda fördern, indem sie sie in eine höhere Klasse schickt, aber die grausame Schulleiterin Miss Trunchbull verhindert dies mit Verweis auf die strikten Schulregeln. Miss Honey sucht Unterstützung bei Matildas Eltern, muss aber feststellen, dass diese an der Bildung ihrer Tochter nicht im Geringsten interessiert sind. Sie sucht daraufhin selbst nach einem Weg, Matilda zu helfen.
Zwischen den beiden Akten warnt Matildas Vater das Publikum vor den Gefahren des Lesens und empfiehlt das seiner Meinung nach wesentlich lehrreichere Fernsehen.
2. Akt
Matilda, die von Miss Trunchbull beschimpft wird, nachdem sie sich über die ungerechte Bestrafung eines anderen Kindes beschwert hat, entdeckt plötzlich, dass sie telekinetische Fähigkeiten hat, mit denen sie die Schulleiterin verwirren kann. Sie führt diese Fähigkeiten später Miss Honey vor, die sie daraufhin zu sich nach Hause einlädt. Dort findet Matilda heraus, dass Miss Honey in extrem ärmlichen Verhältnissen lebt, weil sie alle ihre Einkünfte an eine böswillige Tante weitergeben muss, die sich um Miss Honey kümmert, seit ihre Eltern gestorben sind. Matilda findet heraus, dass es sich bei dieser Tante um Miss Trunchbull handelt. In einer Unterrichtsstunde bringt Matilda ein Stück Kreide dazu, auf magische Weise eine vermeintliche Botschaft von Miss Honeys verstorbenem Vater an die Tafel zu schreiben, die Miss Trunchbull auffordert, seiner Tochter ihr rechtmäßiges Erbe zurückzugeben. Miss Trunchbull flieht daraufhin aus der Schule. Die Kinder feiern ihre neu gewonnene Freiheit. Zum Schluss wird Matilda von Miss Honey adoptiert.

## Gesangsnummern
1. Akt
- Miracle (Ensemble)
- Naughty (Matilda)
- School Song (Kinder, Ensemble)
- Pathetic (Miss Honey)
- The Hammer (Miss Trunchbull)
- The Chokey Chant (Ensemble)
- Loud (Mrs. Wormwood, Rudolpho)
- This Little Girl (Miss Honey)
- Bruce (Kinder)

2. Akt
- Telly (Mr. Wormwood)
- When I Grow Up (Kinder, Miss Honey, Matilda)
- I'm Here (Matilda)
- The Smell of Rebellion (Miss Trunchbull, Kinder)
- Quiet (Matilda)
- My House (Miss Honey)
- Revolting Children (Kinder)
- This little girl (Reprise) (Sergei)
- When I Grow Up (Reprise) (Kinder, Ensemble)

## Originalbesetzung
Stratford upon Avon
- Matilda: Kerry Ingram, Adrianna Bertola, Josie Griffiths
- Miss Honey: Lauren Ward
- Miss Trunchbull: Bertie Carvel
- Mr. Wormwood: Paul Kaye
- Mrs. Wormwood: Josie Walker

## Kritiken
Matilda erhielt überwiegend positive Kritiken. In der Zeitung The Guardian wurden die Adaption der Charaktere und die musikalischen Leistungen gelobt. In The Daily Telegraph wurde Matilda als die beste Musicalproduktion seit Billy Elliot bezeichnet. Auch Roald Dahls Witwe Felicity Dahl äußerte sich positiv über die Produktion.

## Auszeichnungen (Auswahl)
Gewonnen
- 2011: Critics’ Circle Award[5]

- „The Peter Hepple Award for Best Musical“

- 2012: Laurence Olivier Award[6]

- Bestes neues Musical
- Beste Schauspielerin in einem Musical (Cleo Demetriou, Kerry Ingram, Sophia Kiely und Eleanor Worthington-Cox als Matilda)
- Bester Schauspieler in einem Musical (Bertie Carvel als Miss Trunchbull)
- Beste Regie (Matthew Warchus)
- Beste Choreographie (Peter Darling)
- Bestes Bühnenbild (Rob Howell)
- Bester Ton (Simon Baker)

- 2013: Tony Awards[7]

- Bestes Buch eines Musicals (Dennis Kelly)
- Bester Nebendarsteller in einem Musical (Gabriel Ebert als Mr. Wormwood)
- Bestes Bühnenbild in einem Musical (Rob Howell)
- Beste Beleuchtung in einem Musical (Hugh Vanstone)
- „Tony Honors for Excellence in the Theatre“ (Sophia Gennusa, Oona Laurence, Bailey Ryon und Milly Shapiro als Matilda)

Nominiert
- 2011: British Composer Awards[8]

- Bestes Bühnenwerk (Tim Minchin)

- 2011: Theatre Awards UK[9]

- Beste Musicalproduktion
- Beste Musical-Performance (Bertie Carvel als Miss Trunchbull)

- 2011: Evening Standard Theatre Awards[10]

- Bestes Musical
- Bester Schauspieler (Bertie Carvel als Miss Trunchbull)
- Bester Regisseur (Matthew Warchus)

- 2012: Laurence Olivier Award[11]

- Bester Nebendarsteller in einem Musical (Paul Kaye als Mr. Wormwood)
- Beste Beleuchtung (Hugh Vanstone)
- Bestes Kostümbild (Rob Howell)

- 2013: Tony Awards[7]

- Beste Originalmusik (Musik und/oder Text) geschrieben für das Theater (Tim Minchin für Musik und Text)
- Bester Hauptdarsteller in einem Musical (Bertie Carvel als Miss Trunchbull)
- Beste Nebendarstellerin in einem Musical (Lauren Ward als Miss Honey)
- Beste Regie in einem Musical (Matthew Warchus)
- Beste Choreographie (Peter Darling)
- Beste Orchestrierung (Chris Nightingale)
- Bestes Kostümbild in einem Musical (Rob Howell)

- 2014: Grammy Awards[12]

- Bestes Musical-Theater-Album

## Verfilmung
Eine Verfilmung auf der Grundlage des Bühnenmusicals kam 2022 in britische und US-amerikanische Kinos. In Deutschland war der Film unter dem Titel Roald Dahls Matilda – Das Musical ab dem 25. Dezember 2022 auf Netflix zu sehen. Regie führte auch hier Matthew Warchus.